# Cravant-les-Côteaux
Cravant-les-Côteaux è un comune francese di 739 abitanti situato nel dipartimento dell'Indre e Loira nella regione del Centro-Valle della Loira.

## Società

### Evoluzione demografica
Abitanti censiti